# لین ام. تریسی
لین ام. تریسی (انگلیسی: Lynne M. Tracy؛ زادهٔ باربرتون، اوهایو) دیپلمات اهل ایالات متحده آمریکا و سفیر کنونی ایالات متحده آمریکا در ارمنستان می‌باشد. تریسی مدرک بی‌ای را در رشته مطالعات شوروی از دانشگاه ویرجینیا در سال ۱۹۸۶ و مدرک جی دی را از مدرسه حقوق دانشگاه آکرون در سال ۱۹۹۴ دریافت نموده‌است.
لین تریسی» همچنان سفیر آمریکا در ارمنستان بود و پیشتر هم مشاور ارشد امور روسیه در وزارت خارجه آمریکا بود. وی به زبان‌های انگلیسی و روسی آشنایی کامل دارد.

## نگارخانه

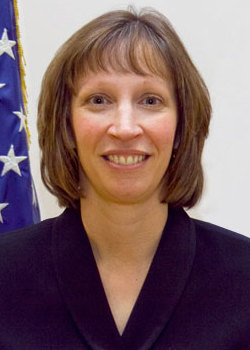